# Герберт Патнем
Ге́рберт Па́тнем (англ. Herbert Putnam, 20 вересня 1861, Нью-Йорк — 14 серпня 1955, Массачусетс) — американський адвокат, видавець і бібліотекар. Був дев'ятим директором Бібліотеки Конгресу з 1899 по 1939 рік.

## Біографія
Герберт Патнем народився 20 вересня 1861 року у Нью-Йорку, де його батько Джордж Палмер Патнем був відомим видавцем. Він закінчив Гарвардський університет у 1883-му, навчався в Колумбійській школі права і був допущений до адвокатської практики у 1886 році.
Патнем був бібліотекарем у Публічній бібліотеці Міннеаполісу з 1884 по 1891 рік. Займався правом у Бостону 1892-1895 рр., з 1895-го по 1895 рік був бібліотекарем у Публічній бібліотеці Бостона, де багато що зробив для поліпшення колекції фотографій.
Герберта Патнема було обрано президентом Американської бібліотечної асоціації у 1898-му і знову у 1904 році. У 1899 році його було призначено директором Бібліотеки Конгресу президентом Вільямом Мак-Кінлі. Він був першим досвідченим бібліотекарем, який обійняв цю посаду. У 1939 році він пішов у відставку зі званням почесного бібліотекаря, його змінив поет Арчібальд Маклейш. У ранній період його правління Патнем представив нову систему класифікації книг, якою продовжують користуватися і в наш час. Він також створив систему міжбібліотечної позики, а також розширив роль Бібліотеки Конгресу у стосунках з іншими бібліотеками, шляхом надання централізованих послуг.
Герберт Патнем помер 14 серпня 1955 року у місті Вудс-Хол у віці 93 років.